# A Treacherous Rival
A Treacherous Rival è un cortometraggio muto del 1914 diretto da Bannister Merwin e da Preston Kendall.

## Produzione
Il film fu prodotto dalla Edison Company.

## Distribuzione
Distribuito dalla General Film Company, il film - un cortometraggio in una bobina - uscì nelle sale cinematografiche statunitensi il 3 febbraio 1914.